# Nazionale maschile di calcio dello Zimbabwe
La nazionale di calcio dello Zimbabwe è la rappresentativa calcistica dello Zimbabwe, affiliata alla FIFA e alla CAF e controllata dalla Zimbabwe Football Association. Prima di ottenere la denominazione attuale nel 1980, era conosciuta come nazionale di calcio della Rhodesia.
Non si è mai qualificata per il campionato del mondo, mentre ha partecipato varie volte alla Coppa d'Africa, nella cui fase finale ha esordito nel 2004 e non è mani andata oltre il primo turno. A livello regionale conta 6 successi in Coppa COSAFA (record) e un successo in Coppa CECAFA.
Occupa la 126ª posizione della classifica mondiale della FIFA.

## Storia
La Rhodesia Meridionale giocò le sue prime partite ufficiali nel 1929 contro la nazionale dilettanti inglese e perse per 4-0 e 6-1.
Nel 1965, dopo la dichiarazione unilaterale di indipendenza della Rhodesia Meridionale, la FIFA pretese che la federcalcio della Rhodesia si ricostituisse come organizzazione multirazziale, dato che fino ad allora la nazionale comprendeva solo bianchi di Rhodesia. La richiesta fu assecondata e la nazionale della Rhodesia iniziò a convocare anche calciatori di colore. Nel 1969 la Rhodesia prese parte alle qualificazioni per il campionato del mondo 1970. Sfidò l'Australia a Lourenço Marques, Mozambico, e non in patria, dato che gli australiani non ottennero il visto per la Rhodesia. Dopo il pareggio per 1-1, il ritorno (3-1) fu fatale per gli africani.
Nel 1980 il paese si ricostituì come Zimbabwe e giocò la prima partita di qualificazione ai mondiali (per Spagna 1982) dopo undici anni, contro il Camerun. Vinse per 1-0 a Salisbury e perse per 2-0 fuori casa, venendo eliminato. A causa delle successive limitazioni imposte dalla federcalcio (chi aveva il passaporto britannico non poteva avere contemporaneamente il passaporto zimbabwese) giocatori come il portiere Bruce Grobbelaar non poterono essere selezionati per la nazionale per dieci anni. In seguito la norma fu revocata e sotto la guida del commissario tecnico Reinhard Fabisch la nazionale si arricchì di elementi di valore, sfiorando la qualificazione alla fase finale del campionato del mondo 1994, persa all'ultima giornata contro il Camerun.
Nel 2004 lo Zimbabwe si qualificò per la prima volta alla fase finale della Coppa d'Africa, dove uscì al primo turno. Anche nel 2006 lo Zimbabwe, qualificatosi per la fase finale del torneo, fu eliminato al primo turno, ma ebbe la soddisfazione di battere il quotato Ghana (poi arrivato agli ottavi di finale del campionato mondiale 2006) nel girone, costringendolo ad abbandonare anzitempo la manifestazione.
Nel 2015 la nazionale zimbabwese, a causa di forti debiti accumulati nei confronti dell'ex CT José Claudinei Georgini, fu esclusa, su decisione della FIFA, dalle eliminatorie del campionato mondiale 2018.
Qualificatasi alla Coppa d'Africa 2017, fu eliminata al primo turno (pari all'esordio con l'Algeria e sconfitte contro Senegal e Tunisia). Anche due anni dopo, nell'edizione egiziana della coppa continentale, fu eliminata al primo turno (sconfitte contro Egitto e RD del Congo e pari contro l'Uganda). Lo stesso destino attese i Guerrieri anche nell'edizione del 2021, che vide lo Zimbabwe eliminato al primo turno a causa dell'ultimo posto nel girone, nonostante la vittoria all'ultima giornata contro la Guinea.
Nel febbraio 2022 la FIFA ha sospeso a tempo indefinito la Federazione calcistica del Kenya e la Federazione calcistica dello Zimbabwe dall'organismo a causa delle presunte interferenze da parte dei governi dei rispettivi paesi.

## Colori e simboli

### Divise storiche
| \| Coppa d'Africa 2021 \| Coppa d'Africa 2021 \| Coppa d'Africa 2021 \| Coppa d'Africa 2021 \| \| ------------------- \| ------------------- \| ------------------- \| ------------------- \| \| Casa \| Trasferta \| \| \| \| \| \| \| \| \| Umbro \| \| \| \| | |
| Coppa d'Africa 2021 | |
| Casa | Trasferta                                                                                          |
| Manica sinistra · Maglietta · Maglietta · Manica destra · Pantaloncini · Pantaloncini · Calzettoni | Manica sinistra · Maglietta · Maglietta · Manica destra · Pantaloncini · Pantaloncini · Calzettoni |
| Umbro | |

### Sponsor tecnico
| Sponsor tecnico | periodo   |
| --------------- | --------- |
| L-Sporto        | 2004-2005 |
| Legea           | 2006-2009 |
| Puma            | 2010-2012 |
| Umbro           | 2013-2014 |
| Joma            | 2015-2016 |
| Mafro           | 2017-2018 |
| Umbro           | 2019-2022 |
| Puma            | 2023-oggi |

## Commissari tecnici
In corsivo i commissari tecnici ad interim.
- Danny McLennan (1965-1969)
- Bill Asprey (1975-1977)
- John Rugg (1980-1981)
- Shepherd Murape (1981-1983)
- Mick Poole (1985)
- Ben Koufie (1988-1992)
- Reinhard Fabisch (1992-1995)
- Rudi Gutendorf (1995-1996)
- Marc Duvillard (1995-1996)
- Bruce Grobbelaar (1996)
- Marc Duvillard (1996-1997)
- Ian Porterfield (1996-1997)
- Sunday Chidzambwa (1997)
- Bruce Grobbelaar (1997)
- Roy Barreto (1997-1998)
- Bruce Grobbelaar (1998)
- Clemens Westerhof (1998-2000)
- Misheck Chidzambwa (2000)
- Sunday Chidzambwa (2000-2002)
- Wiesław Grabowski (2002)
- Sunday Chidzambwa (2003-2004)
- Rahman Gumbo (2004)
- Charles Mhlauri (2004-2007)
- Sunday Chidzambwa (2007)
- Norman Mapeza (2007)
- Luke Masomore (2007)
- José Claudinei (2008)
- Sunday Chidzambwa (2008-2009)
- Norman Mapeza (2009-2010)
- Tom Saintfiet (2010)
- Madinda Ndlovu (2010-2011)
- Norman Mapeza (2011-2012)
- Rahman Gumbo (2012)
- Sean Connor (2012)
- Klaus Dieter Pagels (2012-2013)
- Ian Gorowa (2013-2014)
- Callisto Pasuwa (2015-2017)
- Wilson Mutekede (2017)
- Sunday Chidzambwa (2017-2019)
- Joey Antipas (2019-2020)
- Zdravko Logarušić (2020-2021)
- Norman Mapeza (2021-2022)
- Wilson Mutekede (2022)
- Shepherd Murape (2022-)

## Palmarès
- Coppa CECAFA: 1

1985
- Coppa COSAFA: 6  (record)

2000, 2003, 2005, 2009, 2017, 2018

### Altri piazzamenti
- Coppa COSAFA:

secondo posto: 1998, 2001, 2013
terzo posto: 2019

## Partecipazioni ai tornei internazionali
Legenda: Grassetto: Risultato migliore, Corsivo: Mancate partecipazioni

| Coppa COSAFA - 1997 - Non qualificato - 1998 - Primo turno - 1999 - Quarti di finale - 2000 - Campione - 2001 - Secondo posto - 2002 - Quarti di finale - 2003 - Campione - 2004 - Secondo posto - 2005 - Campione - 2006 - Semifinali - 2007 - Semifinali - 2008 - Quarti di finale - 2009 - Campione - 2013 - Secondo posto - 2015 - Primo turno - 2016 - Primo turno - 2017 - Campione - 2018 - Campione - 2019 - Terzo posto - 2021 - Primo turno | Coppa CECAFA - Dal 1973 al 1980 - Non partecipante - 1981 - Primo turno - 1982 - Terzo posto - 1983 - Secondo posto - 1984 - Primo turno - 1985 - Campione - 1987 - Secondo posto - 1988 - Quarto posto - 1989 - Primo turno - 1990 - Primo turno - Dal 1991 al 2008 - Non partecipante - 2009 - Quarti di finale - 2010 - Non partecipante - 2011 - Quarti di finale - Dal 2012 al 2021 - Non partecipante |

## Rosa attuale
Lista dei giocatori convocati per la doppia sfida di qualificazione alla Coppa d'Africa 2021 contro Botswana e Zambia del 25 e 29 marzo 2021.
Presenze e reti aggiornate al 24 marzo 2021.
|  | P | Martín Mapisa        | 25 maggio 1998    | 0  | 0  | Zamora                    |  |  |
|  | P | Tatenda Mkuruva      | 4 gennaio 1996    | 17 | 0  | Michigan Stars            |  |  |
|  | P | Talbert Shumba       | 12 maggio 1990    | 5  | 0  | Nkana                     |  |  |
|  | P | Ariel Sibanda        | 25 gennaio 1989   | 5  | 0  | Highlanders               |  |  |
|  |   |                      |                   |    |    |                           |  |  |
|  | D | Tendayi Darikwa      | 13 dicembre 1991  | 13 | 0  | Wigan Athletic            |  |  |
|  | D | Jimmy Dzingai        | 21 novembre 1990  | 7  | 0  | Nkana                     |  |  |
|  | D | Brendan Galloway     | 17 marzo 1996     | 0  | 0  | Luton Town                |  |  |
|  | D | Victor Kamhuka       | 2 aprile 1990     | 0  | 0  | Royal Malaysia Police     |  |  |
|  | D | Divine Lunga         | 28 maggio 1995    | 16 | 0  | Lamontville Golden Arrows |  |  |
|  | D | Romario Matova       | 10 luglio 1999    | 0  | 0  | NK Solin                  |  |  |
|  | D | Carlos Mavhurume     | 2 aprile 1996     | 3  | 0  | CAPS United               |  |  |
|  | D | Alec Mudimu          | 8 aprile 1995     | 20 | 0  | Ankaraspor                |  |  |
|  | D | Teenage Hadebe       | 17 settembre 1995 | 29 | 4  | Yeni Malatyaspor          |  |  |
|  | D | Shadreck Nyahwa      | 5 gennaio 1999    | 3  | 0  | Bulawayo Chiefs           |  |  |
|  | D | Tendai Jirira        | 12 novembre 1991  | 0  | 0  | Detroit City              |  |  |
|  | D | Jordan Zemura        | 14 novembre 1999  | 2  | 0  | Udinese                   |  |  |
|  |   |                      |                   |    |    |                           |  |  |
|  | C | Khama Billiat        | 19 agosto 1990    | 46 | 17 | Kaizer Chiefs             |  |  |
|  | C | Tanaka Chinyahara    | 12 ottobre 1995   | 1  | 0  | Red Arrows                |  |  |
|  | C | Thabani Kamusoko     | 2 marzo 1988      | 13 | 0  | ZESCO United              |  |  |
|  | C | Ovidy Karuru         | 23 gennaio 1989   | 44 | 7  | Black Leopards            |  |  |
|  | C | Kudakwashe Mahachi   | 29 settembre 1993 | 33 | 3  | SuperSport United         |  |  |
|  | C | Marshall Munetsi     | 22 giugno 1996    | 20 | 1  | Stade Reims               |  |  |
|  | C | Knowledge Musona     | 21 giugno 1990    | 44 | 23 | Eupen                     |  |  |
|  | C | King Nadolo          | 4 dicembre 1995   | 5  | 0  | Dynamos                   |  |  |
|  | C | Marvelous Nakamba    | 19 gennaio 1994   | 23 | 0  | Luton Town                |  |  |
|  | C | Butholezwe Ncube     | 24 aprile 1992    | 4  | 0  | AmaZulu                   |  |  |
|  | C | Tafadzwa Rusike      | 7 maggio 1989     | 20 | 2  | ZESCO United              |  |  |
|  | C | Tatenda Tavengwa     | 29 marzo 1997     | 2  | 0  | Harare City               |  |  |
|  |   |                      |                   |    |    |                           |  |  |
|  | A | Prince Dube          | 17 febbraio 1997  | 11 | 7  | Azam                      |  |  |
|  | A | Terrence Dzvukamanja | 5 maggio 1994     | 9  | 0  | Orlando Pirates           |  |  |
|  | A | Tino Kadewere        | 5 gennaio 1996    | 18 | 3  | Olympique Lione           |  |  |
|  | A | David Moyo           | 17 dicembre 1994  | 3  | 0  | Hamilton Academical       |  |  |
|  | A | Admiral Muskwe       | 21 agosto 1998    | 4  | 1  | Wycombe Wanderers         |  |  |
|  | A | Knox Mutizwa         | 12 ottobre 1993   | 18 | 6  | Lamontville Golden Arrows |  |  |
|  | A | Evans Rusike         | 13 giugno 1990    | 26 | 4  | SuperSport United         |  |  |

## Tutte le rose

### Coppa d'Africa
Coppa d'Africa 20041 Murambadoro, 2 Mpofu, 3 Nyandoro, 4 B. Ndlovu, 5 Kapenya, 6 Tembo, 7 Kurauzvione, 8 Muhoni, 9 Sawu, 10 Mugeyi, 11 Yohane, 12 P. Ndlovu, 13 A. Ndlovu, 14 Mbwando, 15 Sibanda, 16 Kapini, 17 Shereni, 18 Bunjira, 19 Mazarura, 20 Nengomasha, 21 Lupahla, 22 Choto, CT: Chidzambwa
Coppa d'Africa 20061 Murambadoro, 2 Dick, 3 Nyandoro, 4 B. Ndlovu, 5 Chandida, 6 Makonese, 7 Lupahla, 8 Nengomasha, 9 Mwaruwari, 10 Kaondera, 11 Yohane, 12 P. Ndlovu, 13 Chimedza, 14 Mbwando, 15 Choto, 16 Kapini, 17 Mushangazhike, 18 Badza, 19 Kasinauyo, 20 Dinha, 21 Matola, 22 Chitembwe, 23 Muzadzi, CT: Muhlauri
Coppa d'Africa 20171 Donovan, 2 Nhamoinesu, 3 Phiri, 4 Zvirekwi, 5 Muroiwa, 6 Bhasera, 7 M. Rusike, 8 E. Rusike, 9 Mushekwi, 10 Mahachi, 11 Ndoro, 12 Kangwa, 13 Malajila, 14 Katsande, 15 Hadebe, 16 Mkuruva, 17 Musona, 18 Nakamba, 19 Mhlanga, 20 Billiat, 21 Kadewere, 22 Machapa, 23 Mawaya, CT: Pasuwa
Coppa d'Africa 20191 Sibanda, 2 Darikwa, 3 Phiri, 4 Pfumbidzai, 5 Lunga, 6 Mudimu, 7 Chawapiwa, 8 Munetsi, 9 Rusike, 10 Karuru, 11 Billiat, 12 Dzingai, 13 Chipezeze, 14 Kadewere, 15 Hadebe, 16 Chigova, 17 Musona, 18 Nakamba, 19 Mutizwa, 20 Mahachi, 21 Kamusoko, 22 Mhlanga, 23 Mushekwi, CT: Chidzambwa
Coppa d'Africa 20211 Mhari, 2 Murwira, 3 Zemura, 4 Madzongwe, 5 Takwara, 6 Mudimu, 7 Wadi, 8 Benyu, 9 Moyo, 10 Kadewere, 11 Tigere, 12 Kangwa, 13 Kamusoko, 14 Bhasera, 15 Hadebe, 16 Mahachi, 17 Musona, 18 Dube, 19 Muskwe, 20 Muduwha, 21 Shumba, 22 Chimwemwe, 23 Mapisa, 24 Chiwunga, 25 Antonio, 26 Mutimbanyoka, CT: Mapeza